# بول جاي زاكس
بول جاي زاكس (بالإنجليزية: Paul Joseph Sachs)‏ هو مصرفي ومدرس أمريكي، ولد في 24 نوفمبر 1878 في مانهاتن في الولايات المتحدة، وتوفي في 18 فبراير 1965 في كامبريدج في الولايات المتحدة.

## وصلات خارجية
- بول جاي زاكس على موقع الموسوعة البريطانية (الإنجليزية)